# Соціальна концепція мусульман України
Соціальна концепція мусульман України — фатва або богословсько-правовий висновок, який був розроблений спираючись на Коран, Сунну та  низку сучасних ісламських документів (Загальна ісламська декларація прав людини, Каїрська декларація прав людини в ісламі та ін.) представниками найавторитетніших ісламських учених та організацій України. Як і інші фатви,  Соціальна Концепція мусульман України (СКМУ) залежить від місця, часу та обставин.  Як наслідок цього, її положення  можна інтерпретувати лише на основі приписів ісламського віровчення та їх реалізації в конкретних соціально-історичних реаліях сучасної України. Підписана 11 грудня 2017 року, в Києві, уповноваженими представниками релігійних та громадських організацій. За рік до цього заходу було підписано  Хартію мусульман  України – документ, який має на меті досягти консенсусу з важливих питань серед різних релігійних та громадських ісламських організацій. Розвиваючи ідеї Хартії, мусульмани підписали Соціальну концепцію мусульман України. Цей документ  містить базові настанови, що регламентують ставлення мусульман України до таких важливих аспектів, як освіта, наука, медицина, економіка, екологія, бізнес і економічні відносини, даються певні настанови з різних аспектів і різних галузей людського життя .

## Структура Соціальної концепції мусульман України
Документ складається з наступних розділів:
- Передмова
- Розділ 1. Етичні цінності ісламу
- Розділ 2. Права людини в ісламі
- Розділ 3. Іслам і сім’я
- Розділ 4. Праця в ісламі
- Розділ 5. Наука та освіта в ісламі
- Розділ 6. Економіка в ісламі
- Розділ 7. Іслам і політика
- Розділ 8. Іслам і медицина
- Розділ 9. Іслам і довкілля
- Розділ 10. Війна і мир в ісламі
- Глава 11. Ісламський заклик і сучасність

## Діячі мусульманських громад про СКМУ
Муфтій Духовного управління мусульман України "Умма" Саїд Ісмагілов:
```
 
Торік, у грудні, ми підписали «Хартію мусульман України», що декларувала базові позиції, загальні для більшості мусульманських організацій України. Після підписання виникла ідея продовжити роботу над документами, що регламентують життя мусульман України, зокрема над «Соціальною концепцією мусульман України». <...> В СКМУ викладене ставлення мусульман України до освіти, науки, медицини, економіки, екології, бізнесу та економічних відносин, дані настанови в різних царинах життя
[
4
]
.
```

Муфтій Духовного управління мусульман Криму Айдер Іса оглу Рустемов:
```
...місія прийнятої концепції – це сприяння розвиткові міжрелігійного миру. На його думку, важливим кроком цього служить підписання документу 

більшістю мусульманських організацій. Комплексність соціальної концепції, за переконанням муфтія, є свідченням досконалості вчення ісламу
[
5
]
.
```

Директор Департаменту у справах релігій та національностей Мінкультури Андрій Юраш:
```
Розділ «Іслам і політика», зокрема, містить збалансовані, доречні і абсолютно вичерпні відповіді на те, якою бачить себе мусульманська громада в Українській державі. Якби всі інші релігійні організації керувалися подібним концептуально системним підходом, то і ситуація в нашій державі, і ситуація в контексті тих викликів, зокрема військових, які ми маємо, була б зовсім інакшою
 
[
6
]
```

Заступник директора соціологічної служби Українського центру економічних і політичних досліджень імені Олександра Разумкова (Центр Разумкова) Михайло Міщенко:
```
Дуже важливо, на мою думку, що Соціальна концепція виходить з того, що Коран і Сунна приписують людині не тільки віншувати й реалізувати повноту своїх прав, а й поважати права іншого: «Кожна людина має право на захист свого життя, власності, честі та релігії як невід’ємних складових людської гідності, а також, дотримуючись прав інших, має право вимагати того ж і від них». На мою думку, ця теза задає загальногуманістичний посил Соціальної концепції мусульманських громад України.
[
7
]
```

Голова Центру ісламознавчих досліджень Національного університету «Острозька академія» Михайло Якубович:
```
Цей документ сприяє інтеграції ісламських громад. У наш час, коли не тільки на Близькому Сході, а й загалом у світі спостерігаємо дезінтеграцію мусульман, наростання протиріч, полеміки, яка доходить до серйозних звинувачень одне одного, поділу за етнічною ознакою, тут ми бачимо спробу об’єднання на спільних принципах і діях
.
[
8
]
```